# Celos
Celos és una pel·lícula de cinema espanyola dirigida el 1999 per Vicente Aranda i protagonitzada per Daniel Giménez Cacho, Aitana Sánchez-Gijón, María Botto i Luis Tosar. El propi director la defineix com a pel·lícula de cinema negre.

## Argument
Basada en un fet real. Tot sembla anar bé per a Carmen (Aitana Sánchez Gijón) i Antonio (Daniel Giménez Cacho): els seus preparatius de noces, l'arranjament de la futura casa, els seus respectius treballs. Accidentalment Antonio descobreix una foto de Carmen amb un altre home. Encara que ella i els seus amics vulguin llevar-li importància, sorgeix en Antonio el desassossec del dubte i una obsessió malaltissa que dominarà tots els seus actes: la gelosia.

## Repartiment
- Aitana Sánchez-Gijón - Carmen
- Daniel Giménez Cacho - Antonio
- María Botto - Cinta
- Luis Tosar - Luis
- Alicia Sánchez - mare de Carmen
- Pepo Oliva - Pare de Carmen
- Carlos Kaniowsky - Féculas
- Andrés Lima - Mirindas
- Trinidad Rugero - Chona
- Joan Gadea - propietari de la tenda de sabates

## Visió general
Aquesta pel·lícula teatral va ser la tercera entrada de Vicente Aranda en la trilogia del triangle amorós format per Amantes  i Intruso. El director va construir una història al voltant de passions destructives que acaben tràgicament. Un camioner està atormentat amb gelosia per l'antic xicot de la bella dona amb la qual està a punt de casar-se, llançant una caça per trobar-lo i sap la veritat que sent que la seva promesa li amaga.

## Premis
- XIV Premis Goya: Goya a la millor actriu revelació per María Botto (Nominada)[4]